# تپه شه ولی
تپه شه ولی مربوط به هزاره سوم و۴ قبل از میلاد است و در ایذه، انتهای کوچه مبارز، محله گنجشگیر واقع شده و این اثر در تاریخ ۲۵ آبان ۱۳۸۷ با شمارهٔ ثبت ۲۳۷۷۰ به‌عنوان یکی از آثار ملی ایران به ثبت رسیده است.